# Belvedere (Carolina del Sud)
Belvedere és una concentració de població designada pel cens dels Estats Units a l'estat de Carolina del Sud. Segons el cens del 2000 tenia 5.631 habitants.

## Demografia
Segons el cens del 2000, Belvedere tenia 5.631 habitants, 2.245 habitatges i 1.567 famílies. La densitat de població era de 554,6 habitants/km².
Per edats la població es repartia de la següent manera: un 25,4% tenia menys de 18 anys, un 8,8% entre 18 i 24, un 30% entre 25 i 44, un 22,9% de 45 a 60 i un 12,8% 65 anys o més.
L'edat mediana era de 36 anys. Per cada 100 dones de 18 o més anys hi havia 88,3 homes.
La renda mediana per habitatge era de 36.045 $ i la renda mediana per família de 40.264 $. Els homes tenien una renda mediana de 31.768 $ mentre que les dones 21.374 $. La renda per capita de la població era de 16.336 $. Entorn de l'11,0% de les famílies i el 12,0% de la població estaven per davall del llindar de pobresa.

## Poblacions més properes
El següent diagrama mostra les poblacions més properes.